# Baarhuis (Haren, Groningen)
Het baarhuis op begraafplaats De Eshof, in de Nederlandse plaats Haren (Groningen), is een rijksmonument.

## Beschrijving
Het baarhuisje (ca. 1885) is geplaatst op het oudste deel van begraafplaats aan de Rijksstraatweg. Het roodbruine bakstenen gebouwtje heeft een driezijdig schilddak tegen een rechte voorgevel. Het is gedekt met een rode Hollandse dakpan en heeft strakke windveren. De zuidwestelijke voorgevel heeft uitkragende hoeklisenen en langs de dakrand een rollaag. In het midden van deze gevel zit een paneeldeur met twee deurlichten van bewerkt glas, onder een bakstenen tudorboog.
Het gebouwtje werd in 1999 in het Rijksmonumentenregister opgenomen omdat het van algemeen belang wordt beschouwd vanwege de sobere ambachtelijk-traditionele vormgeving met Tudorstijl-elementen en de functionele en ruimtelijk-visuele relatie met de begraafplaats.